# Batalla de Zhenjiang
En la batalla de Zhenjiang, las tropas británicas capturaron durante la primera guerra del Opio la importante ciudad, en términos estratégicos, de Zhenjiang el 21 de julio de 1842, la cual está situada en el sur de China. La derrota marcó el final de los esfuerzos del emperador Daoguang por poner fin a la guerra en sus propios términos de paz. Para el lado británico, la victoria que consiguieron abrió el camino para un mayor avance sobre Nankín.

## Preludio
Zhenjiang, también conocido en la antiguedad como Jingkou, se encuentra en la intersección del río Yangtsé y el Gran Canal. La ciudad era un importante centro comercial y estaba guarnecida regularmente por 1185 banderizos. Estos fueron reforzados con 400 hombres a principios de 1842 después de nuevas derrotas contra los británicos. En julio de 1842 se habían incorporado como refuerzos 6300 soldados y milicianos más. El comandante militar de la ciudad Hailing había recomendado más refuerzos con artillería y fortificaciones adicionales, pero su recomendación fue rechazada por el gobernador provincial Niu Jian. El 13 de julio, llegó brevemente a Zhenjiang y ordenó un ataque con alrededor de 150 barcos contra incendios y balsas contra barcos británicos posicionados frente a Zhenjiang. El ataque no tuvo éxito. El 15 de julio, Hailing cerró las puertas de la ciudad y declaró el estado de sitio. Bajo el gobierno de Hailing en la ciudad, las tensiones entre los chinos han y los manchúes aumentaron. El jefe militar ordenó a sus soldados a que se persiguieran a presuntos traidores y a que se ejecutaran públicamente al menos trece chinos han como traidores.
Después de la batalla de Wusong en junio de 1842, que permitió a los británicos ocupar Shanghai, la Fuerza Expedicionaria Británica comenzó a prepararse para avanzar hacia Nankín a través de Zhenjiang a principios de julio. El comandante en jefe Henry Pottinger esperaba a que llegaran refuerzos de la India británica. Para el 20 de julio de 1842, el lado británico había reunido 23 buques de guerra convencionales, diez buques de guerra a vapor y alrededor de 7000 tropas terrestres en 51 buques de transporte. El despliegue de la fuerza naval británica comenzó a principios de julio de 1842 y se completó el 20 de julio.

## La batalla

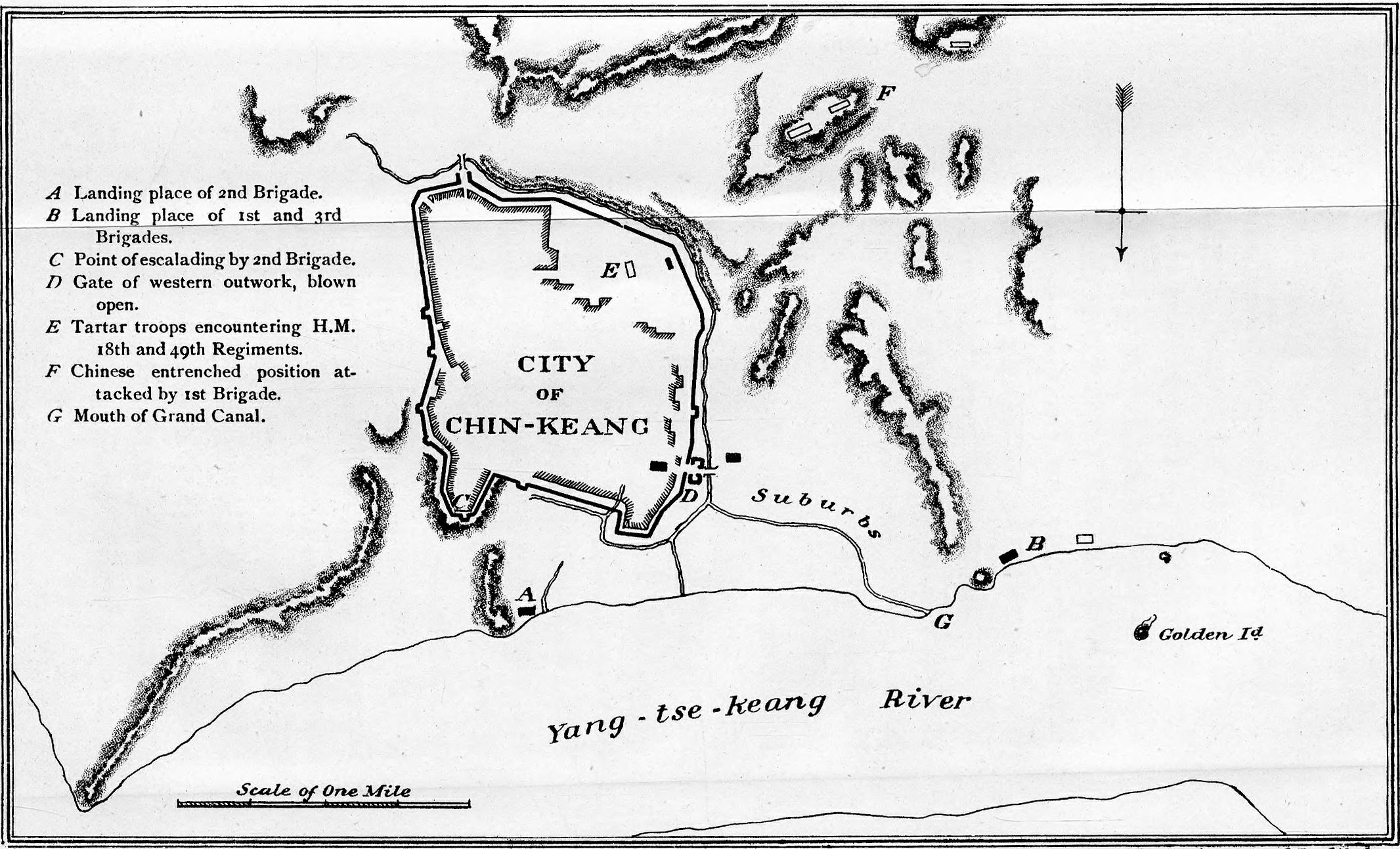
Boceto de mapa en una biografía sobre Hugh Gough, publicada por primera vez en 1903

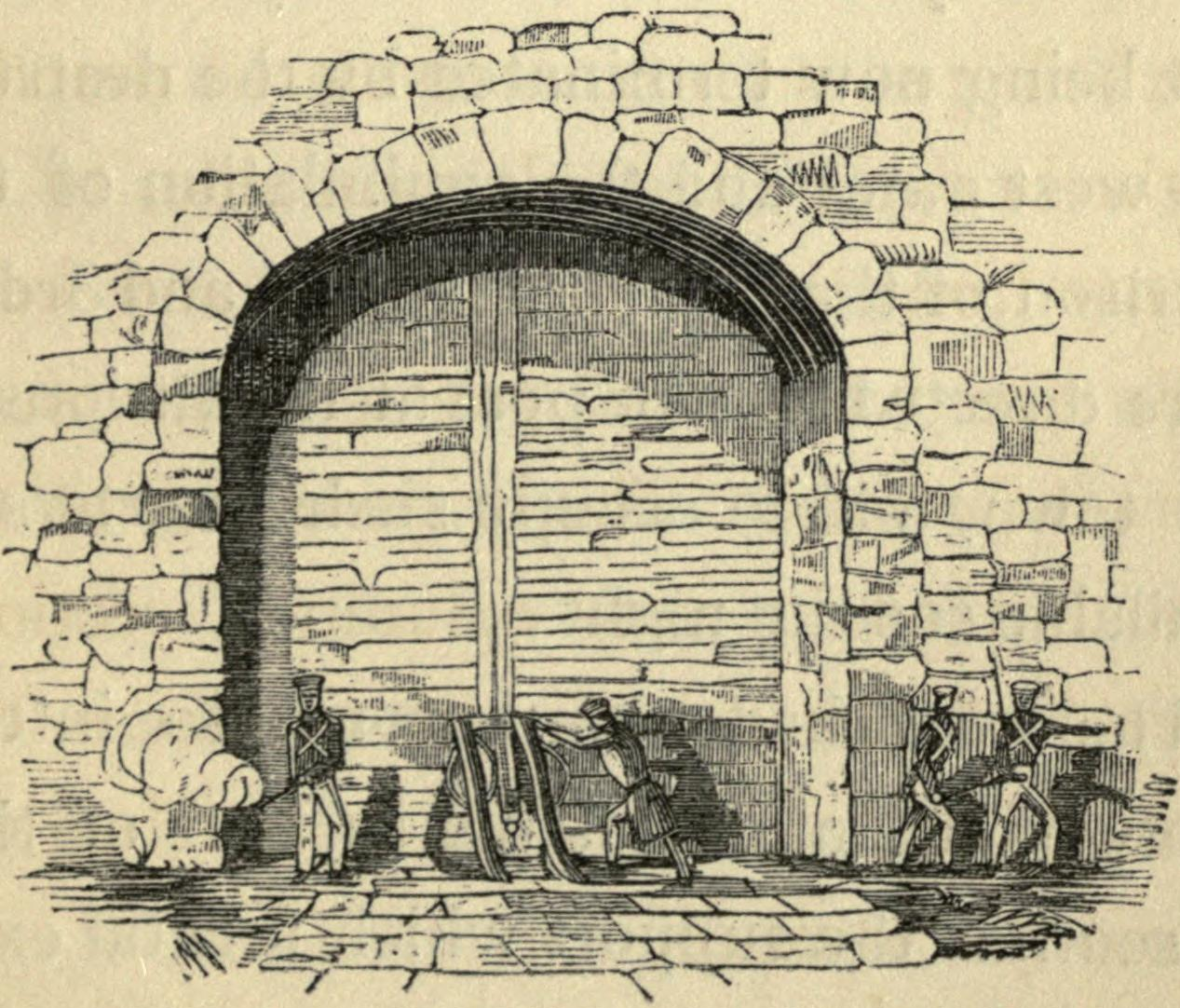
Soldados británicos hacen estallar la Puerta Oeste

El 21 de julio, la flota británica abrió la batalla por la ciudad con el desembarco de tropas terrestres y  el bombardeo simultáneo de las posiciones de la artillería china. Los británicos rodearon la ciudad desde el norte, el oeste y el sur, pero se abstuvieron de utilizar artillería contra las murallas de la ciudad. Los soldados estandarte desplegados para defender la ciudad inicialmente lograron hacer retroceder a los británicos en el lado occidental del muro. Sin embargo, en un segundo ataque, las tropas británicas lograron volar la puerta occidental y entrar en la ciudad. La resistencia de las tropas Qing se derrumbó al final del día.

## Consecuencias
Las tropas británicas sufrieron a causa de la batalla 39 muertos, 130 heridos y tres desaparecidos, mientras que las tropas Qing tuvieron 239 muertos, 169 heridos y 73 desaparecidos. Aproximadamente un tercio de los soldados del estandarte, pero sólo uno de cada cien soldados del estandarte verde, murieron en la batalla. Después de la batalla, Hailing fue linchado por una multitud de habitantes de la ciudad. Según otros informes, se suicidó. También circularon rumores entre la población de que los británicos habían evitado con el ataque una masacre de colaboradores reales o presuntos colaboradores.
La noticia de la pérdida de Zhenjiang llegó al emperador Daoguang el 27 de julio. La derrota le impulsó a dar instrucciones a sus subordinados Keying y Niu Jian para que aceptaran los términos de paz británicos en las negociaciones que se habían estado llevando a cabo desde mayo de 1842. El acuerdo de paz fue precedido por la invasión de las tropas británicas de Nankín, que continuaron avanzando poco después de la captura de Zhenjiang.